# محافظة فيتسانولوك
محافظة فيتسانولوك (بالتايلاندية:พิษณุโลก) (بالإنجليزية:Phitsanulok) هي واحدة من محافظات تايلاند الخمس والسبعين تجاور محافظات فيتشيت وكامفاينغ فيت وفيتشابون وأوتاراديت وسوكوتاي ولويي وكذلك لها حدود صغيرة معا دولة لاوس.

## المناخ والجغرافيا
معظم مناخ فيتسانولوك استوائي حار مع هطول الأمطار السنوي الكبير (معدل هطول الأمطار السنوي حوالي 1،8 متر).

## التقسيمات الإدارية
تنقسم المحافظة إلى 9 دائرة داخلية
| 1. فيتسانولوك موانج 2. ناخون تاي 3. جات تركان 4. بانج راقم 5. بانج كراثوم 6. فيرم فروم | 1. بوت وات ثونغ وانغ 2. نون مابرنج |